# Нисейская лошадь
Нисейская лошадь  — порода лошадей, которых разводили в Мидии 
Согласно И. М. Дьяконову, нагорья Армении и Ирана предоставляли прекрасные возможности для развития коневодства: не только во II, но и в начале I тысячелетия до н. э. разведение лошадей, по видимому, плохо удавалось на равнинных территориях Передней Азии, и поэтому, основным источником пополнения конского состава древневосточных армий были горные районы, особенно Восточная Армения, бассейн озера Урмия и северный районы Ирана. Дьяконов предполагает, что, возможно, именно в данном регионе впервые было развито коневодство ещё во второй или даже первой четверти II тысячелетия до н. э.
Насколько ясно из названия «нисейские лошади» — это лошади из Нисы — столицы Парфии, а, как известно, в Парфии с древности разводились только ахалтекинские скакуны. Значит, несейские лошади — это ныне известная ахалтекинская порода лошадей.